# Едип
Едип, грчки (Οιδιπους) (лат. Oedipus), херој из грчке митологије, син Лаја, краља Тебе и Јокасте. Проречено је да ће убити свог оца и оженити се мајком.

## Митологија
Пошто је његовом оцу Лају проречено да ће бити убијен од свог рођеног сина и да ће краљицу узети за жену, три дана након рођења сина, Лај је узео новорођенче и пробушио му ноге и завезао их и тако завезаног га однео на једну дивљу планину (Китара) и тамо га оставио код једног пастира. Из сажаљења према том новорођенчету тај пастир га је дао свом пријатељу који је такође био пастир и чувао стадо краља Полиба из Коринта.
Тај други пастир га је однео на двор краља Полиба и његове жене Меропе који су Едипа касније усвојили. По својим отеклим ногама је добио име „Едипус“ - отечено стопало. У Коринту је растао без икаквог сазнања о свом пореклу.
Једног дана упутио се ка Делфском пророчишту да би сазнао истину о себи. Тамо му је проречено да ће убити свога оца и да ће оженити своју мајку.
Не знајући да му то нису прави родитељи и због страха да не учини неко зло својој породици, Едип напушта Коринт и одлази за Тебу.
На путу ка Теби на једној раскрсници сусреће се са Лајом који је био у пратњи својих чувара. Лај је мислио да је Едип неки разбојник и није хтео да га пусти да прође. Едип се разбеснео и у љутини убио Лаја и већину његових пратиоца, осим једног који се дао у бекство. Тиме се остварило једно од два пророчанства која су му проречена.
На улазу у Тебу Едип је наишао на Сфингу која је терорисала становништво Тебе и прождирала пролазнике који нису знали да реше њене загонетке. Едип је, међутим, решио њену загонетку и Сфинга се бацила у море. За награду Едип је проглашен Лајевим наследником и постао владар Тебе а краљицу Јокасту (своју мајку) је добио за жену. Тиме се испуњава и друго пророчанство.
Јокаста му је родила четворо деце, прво два сина близанца Етоклеа и Полиникеа, затим две кћерке, старију Антигону и млађу Исмену.
Дуго година живели су срећно и праведно владали Тебом, док се једног дана није појавила зараза коју су богови послали, а од које није било лека. Незадовољни Тебанци се обратише краљу за помоћ, пошто им је већ једном помогао у случају са Сфингом. Едип шаље Јокастиног брата, свог ујака Креонта у Делфе да сазна истину о зарази.
Пророчанство из Делфа објављује да треба да се пронађе убица краља Лаја, и да се обелодани тај злочин, да би се Теба ослободила те заразе.
Едип жели сам да открије тај злочин, и тако долази до сазнања да је он тај који је убио свога оца краља Лаја и оженио своју мајку Јокасту. Када је Јокаста то дознала, одмах се обесила, а Едип је сам себи ископао очи. Креонт, брат Јокастин постаје краљ Тебе и протерује Едипа из града. Тако ослепљен Едип у пратњи своје старије кћерке Антигоне лута неколико година по свету док није умро у Колону, једној светој шуми поред Атине.
Софокле је у више својих трагедија вешто описао Едипа. Зигмунд Фројд је у својој психоаналитичкој теорији појаву у раном детињству назвао Едиповим комплексом.

## Древни извори (5. век п. н. е.)
Већина, ако не и сво, наше знање о Едипу потиче из 5. века п. н. е. Иако се ове приче углавном баве његовим падом, и даље се појављују различити детаљи о томе како је Едип дошао на власт.
Краљ Лај из Тебе чује за пророчанство да ће га његов син дојенче једног дана убити. Он прободе Едипова стопала и остави га да умре, али га нађе пастир и однесе. Годинама касније, Едип, не знајући да је усвојен, напушта дом у страху од истог пророчанства да ће убити оца и оженити мајку. Лај одлази да пронађе решење за мистериозне загонетке Сфинге. Као што је и проречено, Едип и Лај укрштају путеве, али се не препознају. Долази до борбе, а Едип убија Лаја и већину његових чувара. Едип наставља да победи Сфингу решавајући загонетку, те постане краљ. Он се ожени удовицом краљицом Јокастом, не знајући да му је она мајка. Куга се сручила на народ Тебе. Када је открио истину, Едип је себе ослепио, а Јокаста се обесила. Након што Едип више није краљ, Едипови браћа-синови се међусобно убијају.

### Софоклове тебанске драме
Три сачувана дела Софоклових „Тебанских драма“ састоје се од: Краља Едипа (који се назива и Едип Тиранин или Едип Краљ), Едип у Колону и Антигона. Све три драме се тичу судбине града Тебе, током и после владавине краља Едипа, и често су објављиване под једним корицама.
Првобитно, Софокле је написао драме за три одвојена фестивалска такмичења, у размаку од много година. Тебанске драме не само да нису права трилогија (три драме представљене као непрекидни наратив), оне чак нису ни намерна серија и садрже неке недоследности међу њима.
Софокле је такође написао и друге драме фокусиране на Тебу, пре свега Епигони, од којих су сачувани само фрагменти.

### ЕурипидовиФенис,ХризипиЕдип
На почетку Еурипидове Фенисе, Јокаста се присећа приче о Едипу. Уопштено говорећи, представа преплиће заплете Седам против Тебе и Антигоне. Представа се разликује од осталих прича у два главна аспекта. Прво, детаљно описује зашто су се Лај и Едип посвађали: Лај је наредио Едипу да се склони с пута како би његова кочија могла да прође, али поносни Едип је одбио да се помери. Друго, Јокаста се у драми није убила открићем свог инцеста – иначе не би могла да игра пролог, из разумљивих разлога – нити је Едип побегао у изгнанство, већ су остали у Теби само да би одложили своју пропаст до фаталног дуела њихових синова/браће/нећака Етеокла и Полиника: Јокаста изврши самоубиство над беживотним телима двоје деце, а Антигона прати Едипа у изгнанство.
У Хрисипу, Еурипид развија позадинску причу о проклетству: Лајев грех је био да је киднаповао Хрисипа, Пелоповог сина, да би га напао, што је изазвало освету богова целој његовој породици. Лај је био Хрисипов тутор, а силовање његовог ученика било је озбиљно кршење његовог положаја госта и учитеља у кући краљевске породице која га је у то време угостила. Постојеће вазе показују бес који лебди над развратним Лајем док отима жртву силовања. Фурије су се осветиле за нарушавање доброг реда у домаћинству, што се најјасније може видети у текстовима као што су Есхилови „Носиоци либације“.
Еурипид је написао и Едипа, од којег је сачувано само неколико фрагмената. Први ред пролога подсећао је на Лајеву охолу акцију зачећа сина против Аполонове заповести. У неком тренутку радње драме, лик се упустио у подужи и детаљан опис Сфинге и њене загонетке – сачуване у пет фрагмената из Оксиринхуса, П. Окси. 2459 (што је објавио Ерик Гарднер Тарнер 1962). Трагедија је садржала и многе моралне максиме на тему брака, сачуване у Стобејском зборнику. Најупечатљивије линије, међутим, наводе да је у овој драми Едип био заслепљен од стране Лајевих пратилаца и да се то догодило пре него што је откривен његов идентитет као Лајевог сина, што означава значајне разлике са софоклијевским третманом мита, који се данас сматра као 'стандардна' верзија. Учињено је много покушаја да се реконструише радња драме, али ниједан од њих није више него хипотетички, због оскудних остатака који су преживели из њеног текста и због потпуног одсуства древних описа или резимеа – иако се сугерисало да део Хигиновог приповедања о миту о Едипу могао заправо да потиче из Еурипидове драме. Неки одјеци Еурипидовог Едипа такође су праћени у сцени Сенекиног Едипа (види доле), у којој сам Едип описује Јокасти своју авантуру са Сфингом.

### Други драмски писци
Најмање три друга аутора из 5. века пре нове ере који су били млађи од Софокла написали су драме о Едипу. Ту спадају Ахеј из Еретрије, Никомах и старији Ксенокле.

## Едипов комплекс
Зигмунд Фројд је користио назив „Едипов комплекс” да објасни настанак одређених неуроза у детињству. Дефинише се као несвесна жеља мушког детета за искључивом љубављу своје мајке. Ова жеља укључује љубомору према оцу и несвесну жељу за смрћу тог родитеља, као и несвесну жељу за сексуалним односом са мајком. Сам Едип, како је приказан у миту, није имао ову неурозу – барем не према Јокасти, коју је упознао тек као одрасла особа (ако ништа друго, таква осећања би била усмерена на Меропе – али нема ни наговештаја о томе). Фројд је закључио да је древна грчка публика, која је чула испричану причу или видела драме засноване на њој, знала да Едип заправо убија свог оца и жени његову мајку; стога је прича која се непрестано причала и играла одражавала преокупацију овом темом.
Термин едипизам се у медицини користи за озбиљне самоповреде ока, изузетно редак облик тешког самоповређивања.